# Сікур (район)
Сіку́р (індонез. Sikur) — один з 20 районів округу Східний Ломбок провінції Західна Південно-Східна Нуса у складі Індонезії. Розташований у західній частині. Адміністративний центр — селище Сікур.
Населення — 67970 осіб (2012; 67960 в 2011, 67550 в 2010, 69145 в 2009, 68228 в 2008).

## Адміністративний поділ
До складу району входять 5 селищ та 3 села:
| Населений пунт            | Населення, осіб (2010) |
| ------------------------- | ---------------------- |
| Кембанг-Кунінг, село      | 3072                   |
| Котараджа, селище         | 11949                  |
| Лойок, селище             | 10584                  |
| Монтонгбаан, село         | 5450                   |
| Монтонгбаан-Селатан, село | 6803                   |
| Семая, село               | 8947                   |
| Сікур, селище             | 10692                  |
| Тетебату, селище          | 10053                  |